# Rosa de Jamaica
La rosa de Jamaica, Cànem de Guinea o rosa d'Albisina (Hibiscus sabdariffa L., 1753 del llatí tardà hibiscus, de la forma llatina hibiscum amb significat de "malva del pantà") és un arbust de la família de les Malvàcies típic de climes càlids, present en regions tropicals i subtropicals que té per origen la Xina i el Japó.

## Ecologia

### Distribució mundial i al principat
Aquesta planta és originària de l'Àfrica tropical des d'Egipte i Sudan fins al Senegal, encara que degut a les seves propietats medicinals, es cultiva amb èxit al centre i sud d'Amèrica i en el sud-est asiàtic, inclòs el sud de la Xina.

### Hàbitat
Es tracta d'una planta molt sensible al fred, ja que on millor sobreviu és a zones tropicals i subtropicals a uns 900 metres per sobre del nivell del mar amb precipitacions de 182 cm durant la seva etapa de creixement. A les zones d'escasses precipitacions, el reg dona bons resultats. Pot créixer en cultius durant l'estiu a regions de clima temperat.

## Descripció

### Planta
És una planta herbàcia anual o perenne que pot arribar a 2-2,5 metres d'alçada, llenyosa en la base.

### Tija
- Herbàcia excepte a la base, que es caracteritza per ser llenyosa.
- Vermellosa i glabre (indument).

### Flor
- La disposició és aïllada.
- Flor hermafrodita i actinomorfa.

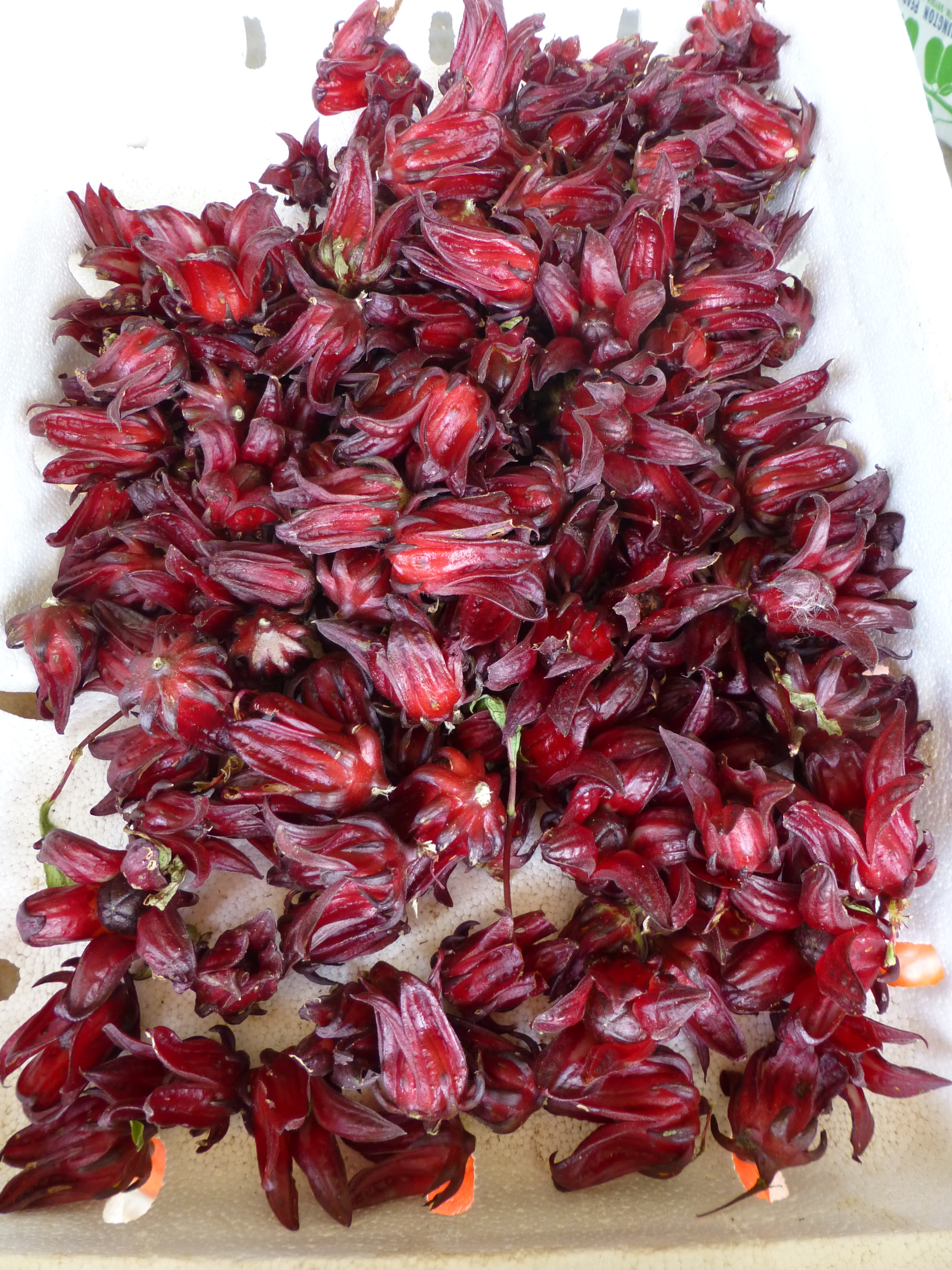
Flors seques

- El calze (botànica) gamosèpal de la flor es torna vermell i carnós després de la floració. Està format per cinc llargs sèpals amb un epicalze de 8 a 12 fulles primes de 3,2 a 5,7 cm disposades al voltant de la base.
- L'epicalze comença a engrandir-se fent-se carnós i envoltant completament la càpsula de 2 cm de longitud. La càpsula és verda quan és immadura i té cinc vàlvules. Cada vàlvula conté de tres a quatre llavors afelpades de color cafè i en forma de ronyó que fan de 3 a 5 mm de longitud. Quan la càpsula està madura i seca, canvia a color cafè i se separa.
- Els pètals són de 4 a 5 cm de longitud, grocs i amb una taca púrpura a la base. Al final del dia, quan es marceixen, canvien a color rosat.
- La corol·la és d'un color groguenc.
- La columna estaminal sobresurt poc de la base.
- Les anteres dels estams són reniformes i nombroses d'un color vermell sang.
- Les seves bràctees són gruixudes i vermelles.
- Androceu monoadelf.
- Gineceu amb ovari súper i pluricarpel·lar.

### Fulla
- Fulles superiors amb 3-5 lòbuls, de linears a el·líptiques, finalment dentades.
- Les fulles inferiors són trilobulades i normalment enteres i/o ovades.
- Tenen estípules.
- La seva mida de 7.5-10 cm d'amplada i de 7,5 a 12,5 cm de longitud.
- Inserció a la tija: sèssil.
- La disposició de les fulles a la tija és alternada.
- Nervadura de color vermellós.
- Marge dentat.

### Fruit
- Fruit en esquizocarp amb forma de càpsula ovoide d'uns 2 cm, amb moltes llavors a l'interior.

## Farmacologia

### Part utilitzada
El calze: es recull quan arriba a una tonalitat granatosa i es deixa assecar per al seu ús com a infusió.

### Composició química
Es caracteritza per tenir abundants àcids orgànics:
- Hibíscic (15-23%)
- Màlic
- Cítric
- Tàrtric
- Ascòrbic
- Antocianòsid (1-2%)
- Hibiscina
- Delfinidina
- Fitoesterol
- Pectina i abundants mucílags

### Usos medicinals
Se li atribueixen diferents propietats diürètiques: alleujament de la hipertensió arterial i laxant. A més a més contribueix en la reducció dels nivells de colesterol i de triglicèrids en la sang i disminueix els dipòsits de colesterol en les parets de les artèries, ja que l'extracte aquós de la flor de Jamaica pot ser d'utilitat en la prevenció i fins i tot en el tractament de les malalties cardiovasculars.

### Altres usos
- En un principi, aquesta planta es va cultivar per obtenir la fibra que s'extreia de les seves tiges dures.
- Els calzes de la planta es van utilitzar com a colorant alimentari i les fulles com una espècie d'espinacs especiats que els senegalesos afegeixen al plat nacional del seu país (arròs amb peix).
- El karkadé és com s'anomena la infusió que obtenim de les fulles de la rosa de Jamaica. Té moltes utilitats, especialment a l'estiu pot ser un substitut de begudes comercials donada la seva capacitat completament natural de sadollar la set. A Egipte el seu consum és molt popular, ja que tan fred com calent, el karkadé és considerat una "beguda de benvinguda". Per a fer-la, cal deixar assecar els pètals, els quals donaran una coloració vermellosa a la infusió amb un gust suaument àcid. A més de les seves propietats saludables, és utilitzada per a refrescar-se i per a fer una bona digestió, ja que és una excel·lent reguladora de la secreció biliar.

### Accions farmacològiques/Propietats
La rosa de Jamaica presenta un efecte laxant osmòtic per part dels àcids orgànics. Aquests compostos presenten una absorció intestinal molt escassa, la qual cosa fa que es quedin a la llum intestinal, afavorint el pas d'aigua des de l'intestí. Aquest efecte laxant osmòtic pot veure's augmentat amb un efecte laxant mecànic per part dels mucílags i de la pectina. En contacte amb l'aigua, el mucílag i les pectines formen un gel viscós i voluminós que incrementa el volum de les femtes, que a més a més romanen toves, i promou el peristaltisme.
Pel que fa a l'efecte antihipertensiu, s'ha comprovat que és capaç de disminuir la pressió arterial augmentada. El seu mecanisme d'acció és desconegut.
La modificació, per oxidació, del colesterol LDL ha estat implicada en els processos que condueixen a l'arterioesclerosi, ja que el colesterol LDL conté diversos antioxidants que el protegeixen d'aquesta no desitjada oxidació. Si aquests antioxidants són consumits, el colesterol s'oxida i es converteix en tòxic per a les cèl·lules macròfagues i endotelials, ja que condueixen a l'acumulació intracel·lular del colesterol. La rosa de Jamaica ajuda a evitar que aquests antioxidants siguin consumits.

### Formes Galèniques / Posologia (ús intern)
- Infusió: Una cullerada de postres per tassa. Tres o més tasses al dia.
- Extracte fluid (1:1): 30-50 gotes, una a tres vegades al dia.
- Tintura (1:10): 50-100 gotes dues o tres vegades al dia, a l'inici dels menjars|dinars.
- Extracte sec (5:1): 100-400 mg, una a tres vegades al dia.

### Indicacions
Aquesta planta s'utilitza en cas d'estrenyiment, falta de gana, hipertensió, gastroenteritis, refredat, espasmes gastrointestinals, insomni, ansietat, fragilitat capil·lar, varius i hemorroides.

### Contraindicacions
Hipersensibilitat a qualsevol component de la planta.

### Precaucions
S'ha de tenir en compte el contingut alcohòlic de l'extracte fluid i de la tintura.